# 沙显明
沙显明（1939年—），河南郑州人，回族人，中国人民解放军将领、中国人民解放军中将。

## 生平
1939年2月，出生于农民家庭。进入郑州市回民中学；1958年9月考入开封师范学院（现河南大学）历史系本科。1962年10月入伍。1964年4月，加入中国共产党。1966年1月调入武汉军区空军政治部，任秘书、科长。1978年11月，任空军雷达团副政治委员兼政治处主任，1980年4月为该团政治委员、党委书记。1983年7月，提升为武汉军区空军政治部副主任。1985年武空被撤销建制。1986年8月，在空军某军任纪委专职副书记、政治部主任。1987年10月—1990年6月，担任中国人民解放军空军第七军政治部主任。1990年6月—1991年12月，担任中国人民解放军空军唐山指挥所政治委员。1991年12月—1992年8月，担任空军气象学院政治委员。1996年，接替施志清，担任南京军区空军政治委员。1997年，接替林万海，担任沈阳军区空军政治委员，同年授中国人民解放军中将军衔。2003年，由王伟接任。